# Miami Open 2023
Die Miami Open 2023 (offiziell: Miami Open presented by Itaú) waren ein Tennisturnier der WTA Tour 2023 für Damen und ein Tennisturnier der ATP Tour 2023 für Herren in Miami Gardens, welche zeitgleich vom 21. März bis zum 2. April 2023 stattfanden.

## Herrenturnier
→ Hauptartikel: Miami Open 2023/Herren
→ Qualifikation: Miami Open 2023/Herren/Qualifikation

## Damenturnier
→ Hauptartikel: Miami Open 2023/Damen
→ Qualifikation: Miami Open 2023/Damen/Qualifikation